# Dream On (Aerosmith)
„Dream On“ je rocková balada americké rockové skupiny Aerosmith z jejich debutového alba Aerosmith (1973). Skladba, kterou napsal zpěvák Steven Tyler, vyšla v červnu 1973, dosáhla 59. místo v žebříčku Billboard Hot 100 a dodnes se běžně hraje v klasických rockových rádiích.

## Žebříčky

### Pozice v Billboard Hot 100
| Rok  | Vrcholové pozice |
| ---- | ---------------- |
| 1973 | 59               |
| 1976 | 6                |

### Konečný stav pozice v Billboard Hot 100
| Žebříček (1976)         | Pozice |
| ----------------------- | ------ |
| USA (Billboard Hot 100) | 51     |

## Coververze
- Anastacia
- Ronnie James Dio, Yngwie Malmsteen, Stu Hamm, Gregg Bissonette a Paul Taylor
- Cold
- Fisher
- The Mission
- Kelly Sweet
- Blessthefall

Píseň byla také nazpívána v seriálu Glee Neilem Patrickem Harrisem a Matthew Morrisonem jako duet
Refrén a melodii písně si také propůjčil Eminem do své písně Sing for the moment